# Еньєрвіль
Еньєрві́ль (фр. Aignerville) — колишній муніципалітет у Франції, у регіоні Нормандія, департамент Кальвадос. Населення — 200 осіб (2011).
Муніципалітет був розташований на відстані близько 250 км на захід від Парижа, 45 км на північний захід від Кана.

## Історія
До 2015 року муніципалітет перебував у складі регіону Нижня Нормандія. Від 1 січня 2016 року належав до нового об'єднаного регіону Нормандія.
1-1-2017 Еньєрвіль, Екраммвіль, Форміньї i Лув'єр було об'єднано в новий муніципалітет Форміньї-Ла-Батай.

## Демографія
Динаміка населення (INSEE ):
Розподіл населення за віком та статтю (2006):
| Стать | Всього | До 15 років | 15-24 | 25-44 | 45-64 | 65-85 | Понад 85 |
| --- | ------ | ----------- | ----- | ----- | ----- | ----- | -------- |
| Чоловіки | 69     | 25          | 0     | 12    | 28    | 4     | 0        |
| Жінки | 78     | 4           | 21    | 17    | 24    | 12    | 0        |
| \| Статево-вікова піраміда \| Статево-вікова піраміда \| Статево-вікова піраміда \| \| ----------------------- \| ----------------------- \| ----------------------- \| \| Чоловіки \| Вік \| Жінки \| \| 0 \| 85 + \| 0 \| \| 0 \| 80-84 \| 0 \| \| 0 \| 75-79 \| 8 \| \| 4 \| 70-74 \| 4 \| \| 0 \| 65-69 \| 0 \| \| 8 \| 60-64 \| 8 \| \| 4 \| 55-59 \| 4 \| \| 8 \| 50-54 \| 8 \| \| 8 \| 45-49 \| 4 \| \| 4 \| 40-44 \| 13 \| \| 4 \| 35-39 \| 0 \| \| 0 \| 30-34 \| 4 \| \| 4 \| 25-29 \| 0 \| \| 0 \| 20-24 \| 8 \| \| 0 \| 15-20 \| 13 \| \| 8 \| 10-14 \| 0 \| \| 4 \| 5-9 \| 4 \| \| 13 \| 0-4 \| 0 \| |        |             |       |       |       |       |          |
| Статево-вікова піраміда |        |             |       |       |       |       |          |
| Чоловіки | Вік    | Жінки       |       |       |       |       |          |
| 0 | 85 +   | 0           |       |       |       |       |          |
| 0 | 80-84  | 0           |       |       |       |       |          |
| 0 | 75-79  | 8           |       |       |       |       |          |
| 4 | 70-74  | 4           |       |       |       |       |          |
| 0 | 65-69  | 0           |       |       |       |       |          |
| 8 | 60-64  | 8           |       |       |       |       |          |
| 4 | 55-59  | 4           |       |       |       |       |          |
| 8 | 50-54  | 8           |       |       |       |       |          |
| 8 | 45-49  | 4           |       |       |       |       |          |
| 4 | 40-44  | 13          |       |       |       |       |          |
| 4 | 35-39  | 0           |       |       |       |       |          |
| 0 | 30-34  | 4           |       |       |       |       |          |
| 4 | 25-29  | 0           |       |       |       |       |          |
| 0 | 20-24  | 8           |       |       |       |       |          |
| 0 | 15-20  | 13          |       |       |       |       |          |
| 8 | 10-14  | 0           |       |       |       |       |          |
| 4 | 5-9    | 4           |       |       |       |       |          |
| 13 | 0-4    | 0           |       |       |       |       |          |

## Економіка
2010 року серед 139 осіб працездатного віку (15—64 років) 100 були активними, 39 — неактивними (показник активності 71,9%, у 1999 році було 68,6%). З 100 активних мешканців працювало 97 осіб (49 чоловіків та 48 жінок), безробітними було 3 (1 чоловік та 2 жінки). Серед 39 неактивних 8 осіб було учнями чи студентами, 21 — пенсіонерами, 10 були неактивними з інших причин.

У 2010 році в муніципалітеті числилось 74 оподатковані домогосподарства, у яких проживали 194,5 особи, медіана доходів виносила 15 208 євро на одного особоспоживача